# Хомко Сергій Олександрович
Хомко Сергій Олександрович (нар. 6 червня 1983, Гродно, Білорусь) — білоруський хокеїст, нападник. Майстер спорту.
Вихованець СДЮШОР-10 (Гродно). Виступав за «Німан» (Гродно), «Юність» (Мінськ), «Металург» (Жлобин), «Шинник» (Бобруйськ).
У складі молодіжної збірної Білорусі учасник чемпіонату світу 2003.
Бронзовий призер чемпіонату Білорусі (2011). Володар Кубка Білорусі (2011), фіналіст (2010).